# Petaloproctus integrinatis
Petaloproctus integrinatis är en ringmaskart som först beskrevs av William Aitcheson Haswell 1883.  Petaloproctus integrinatis ingår i släktet Petaloproctus och familjen Maldanidae. Inga underarter finns listade i Catalogue of Life.